# 德拉肯布龙-比伦巴克
德拉肯布龙-比伦巴克（法語：Drachenbronn-Birlenbach，发音：[dʁakənbʁɔn.biʁlənbak] 或 [dʁaxənbʁɔn.biʁlənbax]）是法国下莱茵省的一个市镇，属于阿格诺-维桑堡区（Haguenau-Wissembourg）和维桑堡县（Wissembourg）。该市镇总面积7.13平方公里，2009年时的人口为951人。

## 人口
德拉肯布龙-比伦巴克人口变化图示